# Stereo Mind Game
Stereo Mind Game è il quarto album in studio del gruppo musicale britannico Daughter, pubblicato il 7 aprile 2023 dall'etichetta discografica 4AD e Glassnote Records.

## Descrizione
Dopo l'album Music from Before the Storm del 2017, la band decise di prendersi una pausa, prendendosi del tempo per loro stessi e concentrandosi anche su altri progetti (la cantante Elena Tonra nel 2018 ha iniziato la sua carriera solista con il nome Ex:Re).
Il gruppo ha cominciato lavorare sul quarto album durante la pandemia di Covid-19, che li ha visti iniziare a registrare le dodici tracce nel 2021 separati: Haefeli, che vive a Bristol, ha incontrato Tonra ai Middle Farm Studios a Devon, mentre Aguilella, che invece vive a Portland, ha registrato le sue parti di batteria al Bocce Studio di Vancouver.
Se i precedenti album si soffermavano a rappresentare delle emozioni cupe, i tre considerano quest'ultimo lavoro come il loro album più ottimista.

## Tracce
Testi e musiche di Elena Tonra, Igor Haefeli, e Remi Aguilella.
1. Intro – 0:55
2. Be On Your Way – 4:04
3. Party – 4:27
4. Dandelion – 3:51
5. Neptune – 5:25
6. Swim Back – 4:34
7. Junkmail – 4:05
8. Future Lover – 4:13
9. (Missed Calls) – 1:43
10. Isolation – 2:37
11. To Rage – 4:45
12. Wish I Could Cross The Sea – 3:38

Durata totale: 44:17

## Formazione

### Gruppo
- Elena Tonra - voce, arrangiamento, lirica musicale, chitarra, pianoforte
- Igor Haefeli - chitarra, arrangiamento
- Remi Aguilella - batteria, arrangiamento

### Altri musicisti
- 12 Ensemble - cori
- Patrick James Pearson - pianoforte
- Josephine Stephenson - orchestra

### Produzione
- Elena Tonra - produzione
- Igor Haefeli - produzione
- Heba Kadry - mastering
- Ben Baptie - missaggio